# Арса (Албешть, Констанца)
Арса (рум. Arsa) — село у повіті Констанца в Румунії. Входить до складу комуни Албешть.
Село розташоване на відстані 200 км на схід від Бухареста, 39 км на південь від Констанци.

## Населення
За даними перепису населення 2002 року у селі проживала 561 особа, з них 556 осіб (99,1%) румунів. Рідною мовою 558 осіб (99,5%) назвали румунську.